# Okręg wyborczy South East Cambridgeshire
Okręg wyborczy South East Cambridgeshire powstał w 1983 r. i wysyła do brytyjskiej Izby Gmin jednego deputowanego. Okręg obejmuje wschodnią część południowego Cambridgeshire oraz południową część wschodniego Cambridgeshire wraz z miastem Ely.

## Deputowani do brytyjskiej Izby Gmin z okręgu South East Cambridgeshire
- 1983–1987: Francis Pym, Partia Konserwatywna
- 1987 –: James Paice, Partia Konserwatywna